# José María Zárraga
José María Zárraga Martín, más conocido simplemente como Zárraga en el ámbito deportivo (Guecho, Vizcaya, 15 de agosto de 1930 - Madrid, 3 de abril de 2012) fue un futbolista español y jugador histórico del Real Madrid Club de Fútbol, entidad donde desarrolló la totalidad de su carrera profesional. Tras su retirada en activo tuvo una breve etapa como entrenador, así como de gerente deportivo.
Fue internacional absoluto con la selección española en 8 ocasiones, desde que debutase el 18 de mayo de 1955 en la derrota por 1-2 frente a la selección francesa, debutando el mismo día que su compañero Paco Gento, con quien formó parte también del histórico «Madrid de Di Stéfano», vencedor de cinco Copas de Europa, siendo ambos junto al jugador hispano-argentino los más laureados de la competición hasta que en 1966 Gento lograse una sexta copa.

## Trayectoria
Nacido en el barrio de Las Arenas de Guecho, se inició en la práctica del fútbol en la vecina localidad de Erandio, donde jugó para el Club Deportivo Ibarra. Posteriormente, en 1948, recaló en el histórico Arenas Club de Guecho por una temporada, previa a su ingreso en el equipo filial del Real Madrid, la Agrupación Deportiva Plus Ultra,  donde permaneció hasta 1951.
Su buen hacer en el filial tuvo como recompensa pasar a formar parte de la primera plantilla del Real Madrid Club de Fútbol, de debutando como profesional el 14 de octubre de 1951 en la victoria por 3-1 frente al Valencia Club de Fútbol. Enseguida se afianzó como uno de los jugadores titulares y anotó su primer gol el 24 de febrero de 1952 en el 5-1 contra el Real Gijón.
Fue en los años sucesivos cuando se convirtió en uno de los pilares del equipo, llegando a formar parte del histórico «Madrid de Di Stéfano» que conquistó las 5 primeras ediciones de la Copa de Europa. Participó en cada una de aquellas finales haciendo un total de 31 apariciones en la máxima competición europea de clubes.

## Internacionalidades
- 8 veces internacional con la Selección española de fútbol.
- Debutó con España en Madrid el 18 de mayo de 1955.

## Clubes
| Club                            | País   | Año         |
| ------------------------------- | ------ | ----------- |
| Club Deportivo Ibarra           |        |             |
| Arenas Club de Guecho           | España | 1948 - 1949 |
| Agrupación Deportiva Plus Ultra | España | 1949 - 1951 |
| Real Madrid                     | España | 1951 - 1962 |

## Palmarés

### Campeonatos nacionales
| Título             | Club              | Año  |
| ------------------ | ----------------- | ---- |
| Campeonato de Liga | Real Madrid C. F. | 1954 |
| Campeonato de Liga | Real Madrid C. F. | 1955 |
| Campeonato de Liga | Real Madrid C. F. | 1957 |
| Campeonato de Liga | Real Madrid C. F. | 1958 |
| Campeonato de Liga | Real Madrid C. F. | 1961 |
| Campeonato de Liga | Real Madrid C. F. | 1962 |
| Copa               | Real Madrid C. F. | 1962 |

### Campeonatos internacionales
| Título                 | Club              | Año  |
| ---------------------- | ----------------- | ---- |
| Copa Latina            | Real Madrid C. F. | 1955 |
| Copa de Europa         | Real Madrid C. F. | 1956 |
| Pequeña Copa del Mundo | Real Madrid C. F. | 1956 |
| Copa de Europa         | Real Madrid C. F. | 1957 |
| Copa Latina            | Real Madrid C. F. | 1957 |
| Copa de Europa         | Real Madrid C. F. | 1958 |
| Copa de Europa         | Real Madrid C. F. | 1959 |
| Copa de Europa         | Real Madrid C. F. | 1960 |
| Copa Intercontinental  | Real Madrid C. F. | 1960 |

La oficialidad de la Pequeña Copa Mundial de Clubes en 1956 no está clara.